# Scandic Opus Horsens
Scandic Opus Horsens er et hotel ved Nørrestrand i Horsens. Hotellet blev åbnet under navnet Hotel Opus Horsens den 7. oktober 2007. Det er tegnet af Kim Utzon Arkitekter og indrettet af designer Michael Mammen og har 132 værelser. Ejerne er de tre søskende Jette, Hans og Jens Geschwendtner, som også er ejere af Munkebjerg Hotel og Vejle Center Hotel. Fra og med den 1. oktober 2022 blev hotellet udlejet til Scandic Hotels, der overtog driften af hotellet under navnet Scandic Opus Horsens.